# Barão Hulot d'Ervy
O barão Hulot d'Ervy é um personagem da Comédia Humana de Honoré de Balzac que aparece em La Cousine Bette.
Nascido em 1775 em Ervy nos Vosges (que compreendiam, à época, uma parte da Champanha-Ardenas e o Aube), ele tem por nome verdadeiro apenas Hulot. Assimilou o nome de seu local de nascimento ao seu nome para se distinguir de seu irmão, o Marechal Hulot.
Ordenança do exériito na Alsácia, é colocando os três irmãos Fischer à frente de um batalhão que ele encontra em 1806 sua futura esposa: Adeline Fischer. Ele é, igualmente, feito barão adido à Guarda imperial.
Valente organizador do exército na batalha de Waterloo, ele é cassado pelo ramo mais novo dos Bourbouns até 1830. Ele não é reintegrado senão em 1830, e se torna diretor geral do ministério da guerra. Em 1838, ele é conselheiro de estado, grande oficial da legião da honra, e mora na rua da Universidade.
Neste época, ele cai em uma vida de farra, que causa desespero a sua esposa e seus filhos, empurrado a isso pela amarga Élisabeth Fischer, invejosa de sua prima Adeline e de sua sobrinha Hortense.
Ele se arruína por meretrizes, mas sobretudo por Valérie Marneffe, que finge esperar dele um filho, e para a qual ele manda instalar um apartamento na rua Varneau. Seu filho Victorin Hulot d'Ervy pede à assassina madame de Saint-Estève que o livre desta mulher inconveniente.
Em 1841, depois de uma vida de farra que o deixa arruinado e endividado, ele foge sem deixar endereço e toma identidades falsas.
Em 1844, sua esposa o encontra como escrivão público sob o nome de Vyder, anagrama de d’Ervy. Ele volta com ela, assume um posto nas estradas de ferro, recebido de Valérie Crevel.
Mas, farrista impenitente, ele faz sua esposa morrer de desgosto em 1845, ao cortejar a filha da prima Agathe Piquetard, com que ele se casará em seguida.